# 金永日
金 永日（キム・ヨンイル、朝鮮語: 김영일、1947年3月17日 - 2023年10月1日までに死去）は、朝鮮民主主義人民共和国の外交官、政治家。朝鮮労働党国際部長、党中央委員会書記局書記（国際担当）、党中央委員会政治局員候補を歴任。

## 経歴
平壌外国語大学卒業。1975年に北朝鮮政府の外交部（外務省）に入り。国際部に所属する。アフリカ諸国の北朝鮮大使館員などを務め、駐リビア北朝鮮大使。その後、中国や日本との外交交渉を担当する。
2002年9月の日本の小泉純一郎首相の訪朝時に平壌国際空港（順安空港）で出迎える。1993年に外務次官となる。2010年に朝鮮労働党国際部長となる。2010年9月の第3回党代表者会で党中央委員会書記局書記および党中央委員会政治局員候補となる。2011年12月の金正日の死去の際には国家葬儀委員会の序列第16位のメンバーに選出された。
2014年4月9日に開催された第13期最高人民会議第1回会議で党国際部長、党中央委員会書記局書記（国際担当）を解任された。後任は姜錫柱となる。
2016年5月に開催された朝鮮労働党第7次大会で党中央委員会政治局員候補からの退任が確認された。
2023年10月2日、金正恩総書記が10月1日に金永日の霊前に花環を贈ったと報じられる。75 - 76歳没。